# 互棱齒象科
互棱齒象科（學名：Anancidae）為長鼻目下已滅絕的一科，為現存象的近親。本科原先是嵌齒象科下的一個亞科，近年的研究則認為牠們應屬獨立的一科。